# Chronologie des attentats en France en 2017
Pour un article plus général, voir Chronologie des actes terroristes en France.
Cette page présente une chronologie des attentats ou projets d'attentat durant l'année 2017.

## Attentats

### Février
| Date      | Lieu  | Description |
| --------- | ----- | --- |
| 3 février | Paris | Attaque contre des militaires au Carrousel du Louvre perpétré par un Égyptien âgé de 29 ans contre une patrouille de l'opération Sentinelle à proximité du musée du Louvre à Paris. Un des militaires est blessé, alors qu'un autre ouvre le feu sur l'assaillant et le blesse grièvement. Le Premier ministre indique qu'il s'agit d'une « attaque terroriste » |

### Mars
| Date    | Lieu                                   | Description |
| ------- | -------------------------------------- | --- |
| 16 mars | Paris                                  | Explosion d'un colis piégé contre le FMI à Paris, François Hollande dénonce un « attentat ». L'attaque est revendiquée par la Conspiration des cellules de feu. Le bilan est d'un blessé. |
| 18 mars | Aéroport de Paris-Orly, (Val-de-Marne) | Attaque à l'aéroport de Paris-Orly perpétrée par un homme de 39 ans d'origine français connu des services de renseignement contre une patrouille de l'opération Sentinelle où l'individu a tenté de s'emparer d'un fusil d'assaut FAMAS et ensuite pris en otage une militaire, déclarant « je suis là pour mourir par Allah ». L'assaillant a été abattu. Plus tôt dans la journée il a ouvert le feu contre des policiers et en blesse un lors d'un contrôle de police à Stains. |
| 22 mars | Corte                                  | Attaque au cocktail Molotov contre la sous préfecture de Corte. |

### Avril
| Date     | Lieu                    | Description |
| -------- | ----------------------- | --- |
| 5 avril  | Bastia                  | Attentat contre une agence EDF à Bastia. |
| 17 avril | Corte (Haute-Corse)     | À Corte en Haute-Corse, une agence bancaire de la Société générale est détruite par l'explosion d'un extincteur piégé dans la nuit du 17 avril 2017 à 03h00 du matin. |
| 18 avril | Marseille               | Projet d'attentat d'avril 2017 à Marseille |
| 20 avril | Champs-Élysées, (Paris) | Attentat sur l'avenue des Champs-Élysées contre des policiers par un homme de 39 ans. À 20 h 50 un homme attaque un car de police sur l'Avenue des Champs-Élysées. Un policier est tué et deux autres sont blessés, dont un grièvement ; une passante est légèrement blessée. L'assaillant est abattu par des tirs de riposte. L'État islamique revendique rapidement l'attaque par son agence de propagande Amaq. |
| 22 avril | Bastia (Haute-Corse)    | Attentat contre les locaux du Régime social des indépendants à Bastia. |

### Mai
| Date  | Lieu                  | Description |
| ----- | --------------------- | --- |
| 3 mai | Furiani (Haute-Corse) | À 2h du matin dans la nuit de mardi à mercredi, une agence immobilière est visée par un attentat à l'aide d'un engin explosif. Cette explosion ne fait pas de blessé et de faibles dégâts. C'est la quatrième attaque contre une agence bancaire ou immobilière en Corse en deux mois. |

### Juin
| Date    | Lieu                             | Description |
| ------- | -------------------------------- | --- |
| 6 juin  | Notre-Dame de Paris              | Attaque contre des policiers à Notre-Dame de Paris, par un homme se proclamant « soldat du Califat ». L'un des agents riposte immédiatement en tirant et blesse grièvement l'assaillant au thorax. Deux couteaux sont découverts sur celui-ci. Lors des perquisitions, les enquêteurs trouvent une vidéo d'allégeance à l'État islamique. Le bilan est de deux blessés dont l'assaillant. Ce dernier, Farid Ikken, est un doctorant algérien de 40 ans. Ancien journaliste, il a travaillé en Suède - où il a obtenu en 2009 le Prix national du journaliste contre la discrimination, décerné par la Commission européenne, - puis dans son pays natal. Installé en France pour y rédiger une thèse, il semble s'être radicalisé individuellement sur Internet. |
| 14 juin | Locaux d'Enedis (Crest)          | Incendie volontaire des locaux d'Enedis à Crest revendiqué par le groupe Konspiration d'Individualités Complices et Kaotiques. Le groupe entend protester notamment contre les compteurs Linky. |
| 19 juin | Avenue des Champs-Élysées, Paris | Tentative d'attentat du 19 juin 2017 sur l'Avenue des Champs-Élysées contre un fourgon de gendarmerie où se trouvaient 8 hommes par un individu de 33 ans, fiché S. La voiture a pris feu, mais l'incendie est rapidement maîtrisé. Lors de la perquisition de celle-ci, des munitions, plusieurs armes de poing, une kalachnikov, des explosifs ainsi qu'une bonbonne de gaz sont retrouvés. 1 mort (l'assaillant). Cet assaillant, terroriste présumé, est un homme âgé de 31 ans issu d'une famille salafiste et fiché S pour son appartenance à la mouvance islamiste radicale depuis septembre 2015. L'exploration du contenu de l'ordinateur portable retrouvé dans la voiture a permis de découvrir qu'il avait envoyé sous un faux nom à plusieurs médias le 29 mai 2017 une lettre de menaces. Il avait sollicité un permis de port d'armes pour pratique de tir sportif. Depuis 2014, il faisait l'objet d'un mandat d'arrêt tunisien pour des faits de terrorisme. Une lettre d’allégeance à l'État islamique est trouvée dans le domicile du terroriste, le groupe terroriste revendiquera l'attaque le 13 juillet 2017 dans un communiqué officiel de son magazine de propagande Rumiyah. |

### Juillet
| Date      | Lieu                 | Description                                                                                       |
| --------- | -------------------- | ------------------------------------------------------------------------------------------------- |
| 5 juillet | Prunelli-di-Fiumorbo | Attentat contre un cabinet de géomètres, dans le hameau de Migliacciaru, à Prunelli di Fium’Orbu. |

### Août
| Date   | Lieu             | Description |
| ------ | ---------------- | --- |
| 9 août | Levallois-Perret | Attaque contre des militaires à Levallois-Perret par un homme à l'aide d'une voiture-bélier contre une patrouille de l'opération Sentinelle. 6 militaires sont blessés dont 2 dans un état grave, le parquet antiterroriste a saisi l'enquête. Quelques heures plus tard le terroriste Hamou B. sera touché par cinq tirs lors de son interpellation sur l'autouroute A16 par la Brigade de recherche et d'intervention. |

### Septembre
| Date         | Lieu  | Description |
| ------------ | ----- | --- |
| 30 septembre | Paris | Voir Attentat manqué de la rue Chanez. Devant un immeuble proche de la porte d'Auteuil dans le XVIe arrondissement à Paris, un engin explosif artisanal composé d'au moins quatre bouteilles de gaz, de fils électriques reliés à un téléphone portable est neutralisé in-extremis par une équipe de démineurs. Selon une source policière le dispositif était en parfait état de marche, cette même source déclare avoir évité le pire. La section antiterroriste du parquet de Paris est saisie à la suite de cette découverte. Une enquête est en cours afin de trouver le ou les individus qui ont confectionné cette bombe. Le lundi 3 octobre 2017, cinq individus sont interpellés par la DGSI, l'un d'eux a une fiche S pour son appartenance à la mouvance islamiste radicale. Les deux auteurs principaux sont jugés en juin 2022 et condamnés à 30 ans et 25 ans d'emprisonnement. |

### Octobre
| Date        | Lieu      | Description |
| ----------- | --------- | --- |
| 1er octobre | Marseille | Attaque par arme blanche à la gare Saint-Charles de Marseille : un homme égorge et tue deux femmes avec un couteau aux alentours de 13 h 45 sur la parvis de la Gare Saint-Charles. Plus tard, le terroriste est abattu par une patrouille de l'opération Sentinelle, le parquet antiterroriste est saisi à la suite de cette attaque ,. L'attaque est revendiquée par l’État islamique. |

### Novembre
| Date        | Lieu        | Description |
| ----------- | ----------- | --- |
| 17 novembre | Pietrosella | Attentat contre la maison familiale de Marcel Francisci, président de la fédération Les Républicains de Corse du Sud. |

### Décembre
| Date        | Lieu   | Description |
| ----------- | ------ | --- |
| 10 décembre | Olmeto | Le restaurant d'un camping situé à Olmeto, près de Sartène (Corse-du-Sud), a été détruit dans la nuit de samedi à dimanche, par une explosion. |

## Tentatives d'attentats déjouées
| Date                                                            | Lieu | Description |
| --------------------------------------------------------------- | --- | --- |
| 10 février (premier commando) et 21 février (deuxième commando) | Montpellier, Marseille et Clermont-Ferrand (par ordre de perquisitions)                                                   | Interpellation à Montpellier de deux hommes fichés S et une femme qui avaient comme projet une action kamikaze sur le territoire français. Plusieurs dizaines de grammes de TATP ont été retrouvés dans le domicile d'un des suspects. Le 21 février, deux hommes en liens avec le groupe de Montpellier sont arrêtés à Marseille et Clermont-Ferrand et mis en examen le 25 février, les enquêteurs ont retrouvé lors des perquisitions deux gilets tactiques ainsi que des documents de propagande djihadiste. |
| 15 février                                                      | Lille | Un étudiant lillois de 18 ans est interpellé par les hommes de la DGSI et mis en examen pour avoir voulu commettre un attentat "contre des policiers, des militaires et des civils" dans la métropole lilloise. |
| 4 mars                                                          | Clichy-sous-Bois | Quatre membres d'une même famille sont mis en examen après la découverte de plusieurs composants permettant la fabrication de TATP. |
| 5 mars                                                          | Creil, Paris | Trois mineures radicalisées sont mises en examen pour avoir envisagé de commettre des actions violentes sur le territoire national. Ces trois mineures étaient en relation avec le djihadiste Rachid Kassim via Telegram. |
| 18 avril                                                        | Marseille | Deux hommes de nationalité française de 23 et 29 ans, Clément Baur et Mahiedine Merabet, anciens détenus à la prison de Sequedin fichés S, sont arrêtés à Marseille par la DGSI, qui semblaient projeter de commettre un attentat contre un candidat à l'élection présidentielle française. Plusieurs armes et d'importantes quantités d'explosifs (3,5 kg de TATP) et une grenade artisanale ainsi qu'un drapeau de l'État islamique sont saisis. Très mobile entre la France, l'Allemagne et la Belgique, notamment vers Verviers, Baur ferait également l'objet d'une enquête en Belgique,. Les services de renseignements les ont identifiés grâce à interception d'une vidéo où les suspects prêtent allégeance à l'État islamique. Le duo de djihadistes présumés a identifié le meeting de Marine Le Pen au Dôme de Marseille, le 19 avril, comme une cible potentielle pour réaliser « un coup d’éclat ».                                                                                    |
| 2 mai                                                           | Bihorel, Roanne et Villeneuve-d'Ascq                                                                                      | Quatre hommes et une femme sont interpellés par la DGSI à leur domicile à la suite de messages laissant entendre la possibilité d'une action violente. Le suspect interpellé à Roanne est un proche du djihadiste Rachid Kassim (probablement abattu par un drone en février 2017 en Irak). Lors de ces perquisitions deux armes de poing et deux fusils-mitrailleurs sont saisis. Les enquêteurs ont également retrouvé une vidéo d'allégeance au groupe terroriste État islamique. |
| 5 mai                                                           | Évreux | Un ancien militaire radicalisé, habillé en tenue de militaire, portant les insignes de Daesh à la place des galons sur son uniforme, a été arrêté près de la base militaire aérienne 105. Un fusil à pompe et des munitions ont été retrouvés dans des fourrés près de la base ainsi que deux armes de catégorie D, des revolvers à poudre. Les enquêteurs ont également trouvé une clé USB sur laquelle il y avait une vidéo faisant allégeance à l'État islamique . Le suspect a reconnu en garde à vue vouloir commettre une attaque au nom du groupe terroriste État islamique. Il s'agit de la troisième attaque déjouée en France lors de l'élection présidentielle de 2017. Son procès est attendu pour le 5 février 2020. |
| 24 mai                                                          | Haubourdin et Lille | La DGSI avec l'appui du RAID interpellent deux femmes dans leurs appartements respectifs. Les suspectes se seraient réjouies de l'attentat de la Manchester Arena et auraient affirmé être « prêtes à passer à l'action » sur les réseaux sociaux. Par ailleurs elles auraient fréquemment établi des contacts avec la Syrie. |
| 28 juin                                                         | Tarascon | Un homme de 21 ans, fiché S et proche de l'ultra-droite est interpellé à la suite de messages laissés sur les réseaux sociaux dans lesquels il déclare « vouloir passer à l'action contre des migrants, des djihadistes et des dealers ». Il est mis en examen, le 1er juillet, pour apologie du terrorisme et association de malfaiteurs en relation avec une entreprise terroriste. |
| 1er juillet                                                     | Argenteuil | Un homme de 23 ans se présentant comme nationaliste est arrêté après avoir déclaré sur un site de jeux vidéo, vouloir acheter une Kalachnikov et commettre un attentat en assassinant le Président de la République française, Emmanuel Macron, lors du défilé du 14 juillet. Lors de sa garde à vue il déclare également vouloir s'en prendre « aux noirs, aux arabes, aux juifs ou aux homosexuels ». |
| 5 juillet                                                       | Lille et Anderlecht (Belgique)                                                                                            | Une opération anti-terroriste franco-belge permet l'arrestation de quatre personnes à Anderlecht ainsi qu'un homme à Lille. Ces personnes sont liées au groupe de motards belge, les Kamikaze Riders. Lors des perquisitions plusieurs armes de types Kalachnikov sont découvertes, une quinzaine de chargeurs, des munitions, des gilets pare-balles, deux uniformes de police ainsi que plusieurs détonateurs. Le lendemain de l'opération la Belgique déclare rechercher "plusieurs suspects de terrorisme". Le porte parole du parquet fédéral belge ajoute "Nous craignons qu'ils se sentent acculés après les perquisitions. Nous craignons par conséquent la même réaction que le 22 mars 2016" faisant référence aux attaques terroristes perpétrées à Bruxelles quelque temps après l'arrestation de Salah Abdeslam, dernier suspect clé des attentats de Paris le 13 novembre 2015. |
| 22 août                                                         | Saint-Denis (Seine-Saint-Denis)                                                                                           | Un homme radicalisé est interpellé à Saint-Denis par la DGSI et la RAID dans son appartement. |
| 6 septembre                                                     | Villejuif | Une opération anti-terroriste dans un appartement à Villejuif mène à la découverte d'un véritable laboratoire permettant la fabrication d'explosif de type TATP, plus de 100 grammes de ce type d'explosif ont été découverts, 10 litres d'acide et plusieurs bonbonnes de gaz sont également trouvées ainsi qu'un texte en arabe à caractère religieux. Quelques minutes plus tard à 1 km du domicile, deux hommes sont arrêtés dans une fourgonnette par la Brigade anti-criminalité. La Direction générale de la sécurité intérieure ouvre immédiatement une enquête pour « association de malfaiteurs terroriste criminelle » et « détention, transport et fabrication de substances explosives en relation avec une entreprise terroriste », à la suite de cette découverte. |
| 2 octobre                                                       | Centre pénitentiaire de Fresnes                                                                                           | Deux condamnés pour des faits de vols et de violences détenus à la prison de Fresnes (Val-de-Marne), Charles-Henri M., un Camerounais de 28 ans, et Maxime O., un Français de 22 ans, qui devaient être libérés d’ici à la mi-octobre), ont été placés en garde à vue le 2 octobre puis mis en examen le 6 octobre pour association de malfaiteurs terroriste criminelle pour un projet d’attentat fomenté depuis leur lieu de détention. Charles-Henri M., décrit comme un meneur influent en prison, était lui-même en contact avec un djihadiste présent dans la région irako-syrienne. Mis en examen, les suspects ont reconnu leur intention terroriste et ont été remis en détention préventive avant leur libération prévue. Cette tentative rappelle le cas d'un détenu de la prison d'Osny, Bilal T. âge de 24 ans et condamné à cinq ans de prison pour un projet de départ en Syrie, qui avait tenté d’assassiner un surveillant à l’aide d’une lame artisanale confectionnée en cellule. |
| 7 novembre                                                      | France (Bouches-du-Rhône, Alpes-Maritimes, Seine-Saint-Denis et Val-de-Marne) et Suisse (cantons de Neuchâtel et de Vaud) | Neuf hommes et une femme âgés de 18 à 65 ans sont arrêtés dans une opération binationale alors qu'ils participaient à un groupe de discussion de la messagerie cryptée Telegram dans lequel ils évoquaient des projets d'attentats. Le leader présumé du groupe, un Suisse de 27 ans, était en contact avec un jeune de 13 ans originaire de Vitry-sur-Seine arrêté le 21 juin 2017 alors qu'il s'apprêtait à commettre une attaque au couteau,. |

## Aide aux victimes
En juin 2017, le poste de Secrétaire d’État auprès du Premier ministre, chargée de l'aide aux victimes créé en février 2016 et assuré par Juliette Méadel, disparaît dans le gouvernement Édouard Philippe. Le Secrétariat général d'aide aux victimes créé en 2016 et placé sous l'autorité du Premier ministre est remplacé par un délégué interministériel à l'aide aux victimes placé sous l'autorité du Garde des Sceaux. Les associations de victime du terrorisme craignent une perte d'efficacité.